# (10124) Hemse
(10124) Hemse – planetoida z pasa głównego asteroid okrążająca Słońce w ciągu 3 lat i 150 dni w średniej odległości 2,27 j.a. Została odkryta 21 marca 1993 roku w Europejskim Obserwatorium Południowym w programie UESAC. Nazwa planetoidy pochodzi od miasta Hemse, drugiego co do wielkości na Gotlandii. Przed nadaniem nazwy planetoida nosiła oznaczenie tymczasowe (10124) 1993 FE23.